# Rossendorfer Anordnung für kritische Experimente
Die Rossendorfer Anordnung für kritische Experimente (RAKE) war ein Forschungsreaktor, der von 1969 bis 1991 am damaligen Zentralinstitut für Kernforschung in Dresden-Rossendorf betrieben wurde. Der Nullleistungsreaktor hatte eine thermische Leistung von 10 Watt und wurde als Neutronenquelle ausschließlich zu Forschungs- und Ausbildungszwecken eingesetzt.

## Geschichte
Mit dem Bau des Forschungsreaktors wurde Anfang 1969 begonnen, am 3. Oktober 1969 erreichte der Reaktor dann seine erste Kritikalität. Die Rossendorfer Anordnung für kritische Experimente war damit die dritte kerntechnische Anlage am Zentralinstitut für Kernforschung in Rossendorf, zwölf Jahre zuvor war der Rossendorfer Forschungsreaktor in Betrieb genommen worden, fünf Jahre zuvor der Rossendorfer Ringzonenreaktor.
Der Forschungsreaktor wurde schließlich nach 22-jährigem Betrieb am 26. November 1991, im gleichen Jahr wie die beiden anderen Forschungsreaktoren, abgeschaltet. Am 19. August 1997 wurde durch das Sächsische Staatsministerium für Umwelt und Landesentwicklung die Genehmigung zur Stilllegung der Anlage erteilt. Mit der Stilllegung und den Abbau wurde der Verein für Kernverfahrenstechnik und Analytik Rossendorf vom Freistaat Sachsen beauftragt. Der Kernbrennstoff wurde daraufhin entladen und gesichert, anschließend wurde die Reaktoranlage vollständig abgebaut. Am 28. Oktober 1998 wurde die Anlage schließlich aus dem Geltungsbereich des deutschen Atomgesetzes entlassen.

## Aufbau
Die Rossendorfer Anordnung für kritische Experimente war ein Kernreaktor vom Tank-Typ, der mit leichtem Wasser gekühlt und moderiert wurde. Der Reaktor hatte eine thermische Leistung von 10 Watt, der maximale thermische Neutronenfluss betrug 1 × 108 n/cm2 s.

## Forschung
Der Forschungsreaktor diente hauptsächlich reaktorphysikalischen Experimenten, unter anderem zur Ermittlung von kritischen Massen, zur Wirksamkeit von Regel- und Abschalttechnik, zur Abbrandoptimierung, zur Neutronenflussverteilung sowie zur Validierung und Verbesserung von Rechenmodellen. Weiterhin wurde die kritische Anordnung zur Ausbildung des Personals von Kernkraftwerken in der DDR genutzt.